# جهت (جغرافیا)

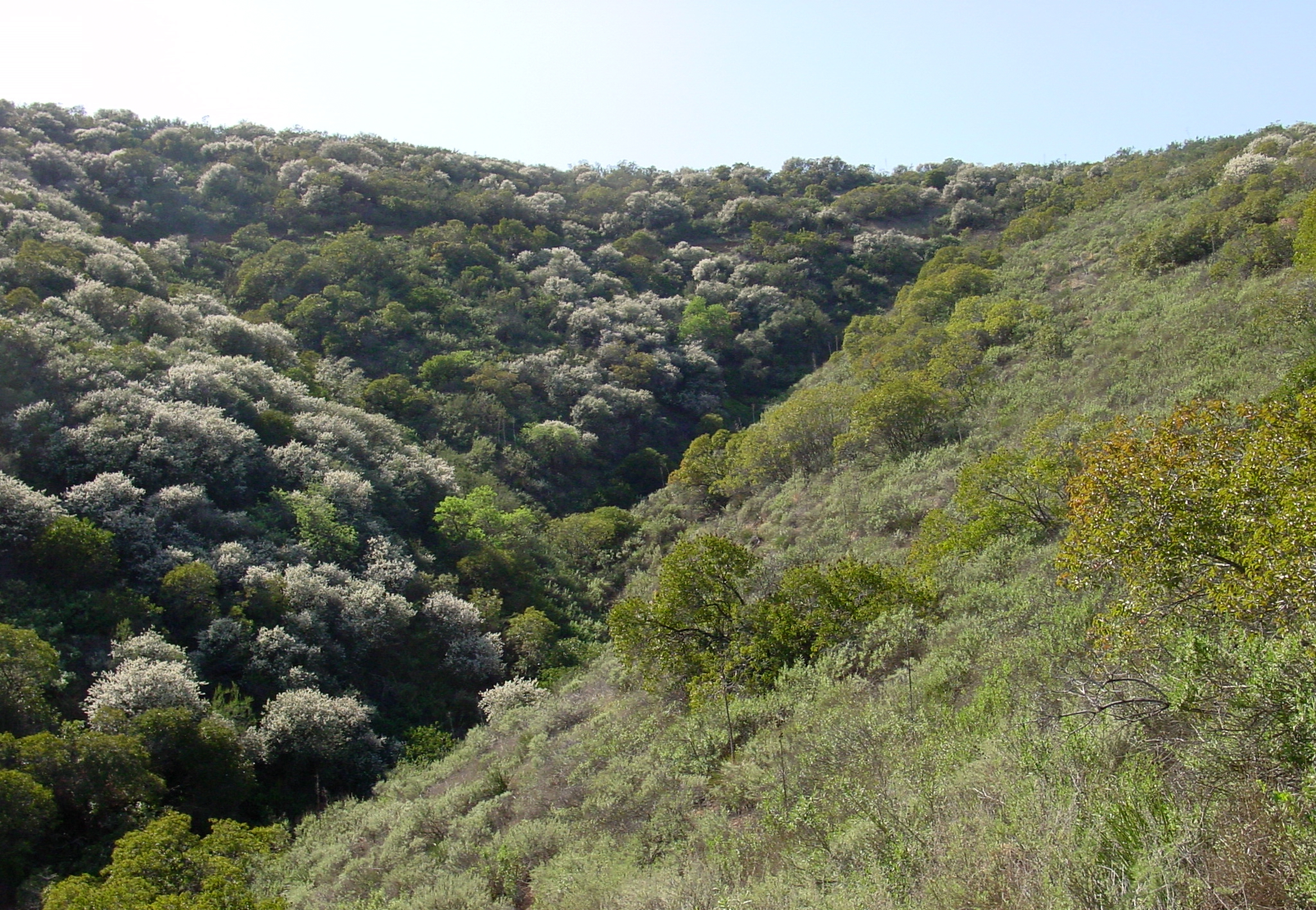
اثر شیب، یک نتیجه رویشی از جهت، در جامعه بوته‌های مریم‌گلی ساحلی کوهستان سانتا مونیکا در جنوب کالیفرنیا هویدا است. شیب سمت چپ رو به شمال است، بنابراین مرطوب‌تر و تحت سلطه Ceanothus sp. است. شیب رو به جنوب در سمت راست بسیار خشک‌تر است (آفتاب مستقیم بیشتری دریافت می‌کند)، و پوشش گیاهی پراکنده‌تری دارد با درمنه کالیفرنیکا و Yucca whipplei که به خشکی مقاوم‌تر است.

در جغرافیای فیزیکی و زمین‌شناسی فیزیکی، جهت (aspect) (همچنین به عنوان نوردهی شناخته می‌شود) جهت قطب‌نما یا آزیموتی است که سطح زمین با آن روبرو است.
به عنوان مثال، یک شیب زمین‌چهر در لبه شرقی رشته‌کوه‌های راکی به سمت دشت‌های بزرگ به عنوان دارای جهت شرقی توصیف می‌شود. شیبی که به سمت درهای عمیق در سمت غربی و دره‌ای کم‌عمق‌تر در سمت شرقی فرو می‌ریزد، جهت غربی دارد یا شیب رو به غرب است. جهتی که یک شیب رو به آن است می‌تواند بر ویژگی‌های فیزیکی و زیستی شیب تأثیر بگذارد که به عنوان اثر شیب (slope effect) شناخته می‌شود.